# Paulo Porto (treinador de futebol)
Paulo Francisco da Silva Porto,[carece de fontes?] mais conhecido como Paulo Porto (Taquari, 27 de setembro de 1951), é um treinador brasileiro. Atualmente, está sem clube.

## Carreira
Paulo Porto é conhecido por ser um dos treinadores de maior destaque no Rio Grande do Sul, e também por ser um treinador que joga de forma aberta contra clubes grandes, tática nem sempre eficaz se comparada a seu histórico. Até então, é o único treinador a conseguir levar tantos times de menor expressão à decisões do Campeonato Gaúcho de Futebol, tendo conquistado o prêmio de melhor treinador do campeonato em três ocasiões.
No ano de 2007, época em que o campeonato era disputado em turno único, ficou conhecido por eliminar o Internacional campeão do mundo de Alexandre Pato na primeira fase do Gauchão daquele ano. O Veranópolis foi eliminado pelo Juventude na semi-final, e acabou levando o prêmio de Campeão do Interior, juntamente com a vaga para a Série C do Brasileirão. No ano seguinte, em 2008, já pelo recém promovido à primeira divisão do Gaúchão, Inter-SM, teve a terceira melhor campanha da primeira fase do campeonato, que ainda era sob turno único, a campanha do Inter-SM foi inferior apenas a da dupla Grenal. A equipe de Paulo Porto foi eliminada novamente em uma semi-final contra o Juventude. O Inter-SM chegou a vencer a primeira partida, fora de casa, realizada no Estádio Alfredo Jaconi por 1-0,  mas acabou perdendo a decisão em casa, no Estádio Presidente Vargas, por 4-2. Um empate garantia à equipe santa-mariense uma histórica final de Gaúchão até aos 9 minutos da segunda etapa, quando Leandro Cruz virou o jogo, e o Inter-SM acabou levando mais dois gols na sequencia, descontando o jogo nos minutos finais. O Inter-SM também se classificou para a Série C do ano seguinte e foi consagrado campeão do interior. No ano de 2009 disputou a Série C com o Brasil de Pelotas.
Em 2012 teve sua campanha de maior destaque. Com o Caxias, eliminou o Grêmio nos pênaltis e venceu a Taça Piratini, primeiro turno do Campeonato Gaúcho. Porém, a equipe de Paulo Porto não conseguiu a classificação à segunda fase da Taça Farroupilha, o segundo turno do campeonato, e o técnico foi demitido antes das duas partidas finais contra o Sport Club Internacional, causando surpresa até entre os torcedores. Na final, o Caxias empatou o primeiro jogo em casa mas acabou perdendo por 2-1 no Estádio Beira-Rio. Em 2013 iniciou o ano sem clube, e assumiu o São Luiz na terceira rodada. A equipe de Ijuí venceu cinco jogos e empatou um com Paulo Porto no comando da primeira fase, depois, foi o responsável por eliminar o Cerâmica e o Caxias. O São Luiz chegou à sua histórica primeira final de Gaúchão, na final da Taça Piratini, contra o Internacional. A final foi na casa do São Luiz, que acabou perdendo por 5-0. No dia seguinte, Paulo Porto confirmou sua ida ao ABC, que disputa o Campeonato Brasileiro Série B, é a primeira chance de Paulo Porto fora do eixo Rio Grande do Sul-Santa Catarina, e a primeira em um clube de expressão nacional. Paulo Porto foi demitido do comando do ABC após perder por 5-1 para a equipe da Chapecoense, partida válida pelo Campeonato Brasileiro Série B. No dia 29 de julho de 2013, assumiu a equipe do Pelotas. Em fevereiro de 2014, Paulo deixa o comando do Pelotas.
No dia 7 de julho de 2014, o Aimoré-RS acertou com o técnico Paulo Porto, para comandar a equipe gaúcha nas competições do segundo semestre do mesmo ano. Paulo ficou na no  Aimoré-RS até no começo do ano de 2015. Ainda em 2015 ele comandou o Internacional-SM. Em 18 de maio de 2015, Paulo Porto acertou com o Pelotas. Ficando no clube até o final de 2015. Em 2016, acertou com o Clube Atlético Pernambucano. Em 28 de janeiro de 2016, Paulo foi demitido do comando da equipe pernambucana, após a última rodada da primeira fase do Pernambucano 2016. Paulo Porto acertou em agosto com o Passo Fundo, para comandar a equipe no Campeonato Gaucho de 2017. Em 2018, acertou com a equipe do Esporte Clube Pelotas, para comandar a equipe na divisão de acesso 2018.
Em 15/11/2023, após um tempo afastado do futebol, acertou seu retorno ao Esporte Clube Pelotas para 2024.
Sua quarta passagem pelo Pelotas durou apenas dois jogos, e no dia 21/04/2024, um dia após a derrota para o Monsoon, pela segunda rodada da Divisão de Acesso, em comum acordo, a diretoria do Lobo optou pela demissão do treinador.
Atualmente o treinador está sem clube.

## Títulos
São José-CS
- Campeonato Gaúcho 2ª Divisão: 2002

Esportivo
- Copa FGF: 2004

Veranópolis
- Campeão Gaúcho do Interior: 2007

Inter-SM
- Campeão Gaúcho do Interior: 2008

Caxias
- Taça Piratini: 2012

Pelotas
- Copa Sul Fronteira: 2013
- Super Copa Gaúcha: 2013
- Recopa Gaúcha: 2014
- Divisão de Acesso: 2018

## Prêmios
- Melhor Treinador do Campeonato Gaúcho: 2007, 2008 e 2012